# Benjamin Wallquist
Benjamin Wallquist (* 24. Jänner 2000 in Wien) ist ein österreichischer Fußballspieler.

## Karriere

### Verein
Wallquist begann seine Karriere beim SC Brunn am Gebirge. 2013 kam er in die Jugend des FC Admira Wacker Mödling. Nach knapp eineinhalb Jahren bei der Admira wechselte er im Sommer 2014 in die Akademie des FC Red Bull Salzburg.
Nachdem er zuvor noch in der Akademie gespielt hatte, debütierte Wallquist im April 2017 für das Farmteam FC Liefering in der zweiten Liga, als er am 30. Spieltag der Saison 2016/17 gegen den LASK in der Startelf stand und durchspielte. Durch jenen Einsatz wurde Wallquist zum ersten Spieler in der Geschichte der zweiten Liga, der nach dem 1. Jänner 2000 geboren wurde.
Wallquist war zudem Teil der U-19-Mannschaft des FC Red Bull Salzburg, die in der Saison 2016/17 die UEFA Youth League gewann. Wallquist kam im Zweitrundenrückspiel gegen den FK Qairat Almaty zu seinem einzigen Einsatz.
Zur Saison 2017/18 wechselte er nach Deutschland zu den A-Junioren der TSG 1899 Hoffenheim. Im November 2018 stand er gegen den 1. FC Saarbrücken erstmals im Kader der Zweitmannschaft von Hoffenheim. Sein Debüt für diese in der Regionalliga gab er im März 2019, als er am 22. Spieltag der Saison 2018/19 gegen die Kickers Offenbach in der 72. Minute für Moody Chana eingewechselt wurde. Dies blieb sein einziger Saisoneinsatz für die Regionalligamannschaft.
Zur Saison 2019/20 wechselte er zum Regionalligisten Rot-Weiss Essen. Für Essen kam er jedoch zu keinem Ligaeinsatz. Im Jänner 2020 kehrte er nach Österreich zurück und wechselte zum Zweitligisten FC Juniors OÖ, bei dem er einen bis Juni 2022 laufenden Vertrag erhielt. In zweieinhalb Jahren bei den Juniors kam er insgesamt zu 62 Zweitligaeinsätzen. Nach der Saison 2021/22 zog sich das Team aus der 2. Liga zurück.
Daraufhin wechselte der Innenverteidiger zur Saison 2022/23 zum Zweitligisten Floridsdorfer AC, bei dem er einen bis Juni 2024 laufenden Vertrag erhielt. Für den FAC kam er zu 82 Zweitligaeinsätzen. Zur Saison 2025/26 wechselte er zum sechstklassigen SV Wienerwald.

### Nationalmannschaft
Wallquist spielte im November 2014 erstmals für eine österreichische Jugendnationalauswahl. Im September 2015 verbuchte er seinen ersten Einsatz für die U-16-Auswahl. Im August 2016 debütierte er gegen Kroatien für das U-17-Team Österreichs. Im Oktober 2017 spielte er erstmals für die U-18-Auswahl.
Im September 2018 debütierte er gegen Schweden für die U-19-Mannschaft.

## Erfolge
- UEFA Youth League: 2017